# Fotomagneton
O fotomagneton é um tratamento teórico de grupo unitário em teoria quântica de campos e química quântica que efetivamente descreve o efeito Faraday inverso observado experimentalmente. Quando a luz polarizada circularmente viaja através de um plasma, o momento angular associado ao movimento circular dos fótons induz um momento angular nos elétrons do plasma. Este momentum angular induz um campo magnético associado.
O motivo disto ocorrer está em aberto ainda. Por exemplo, se o assim chamado campo fantasma não contribui para a densidade de energia eletromagnética livre no plasma, então o elétron deve se unir a um campo elétrico complexo. No entanto, se o campo induz um campo magnético finito, na ausência de matéria, então uma implicação pode ser que a massa de repouso do fóton seja finita.